# مادة محسنة للأداء

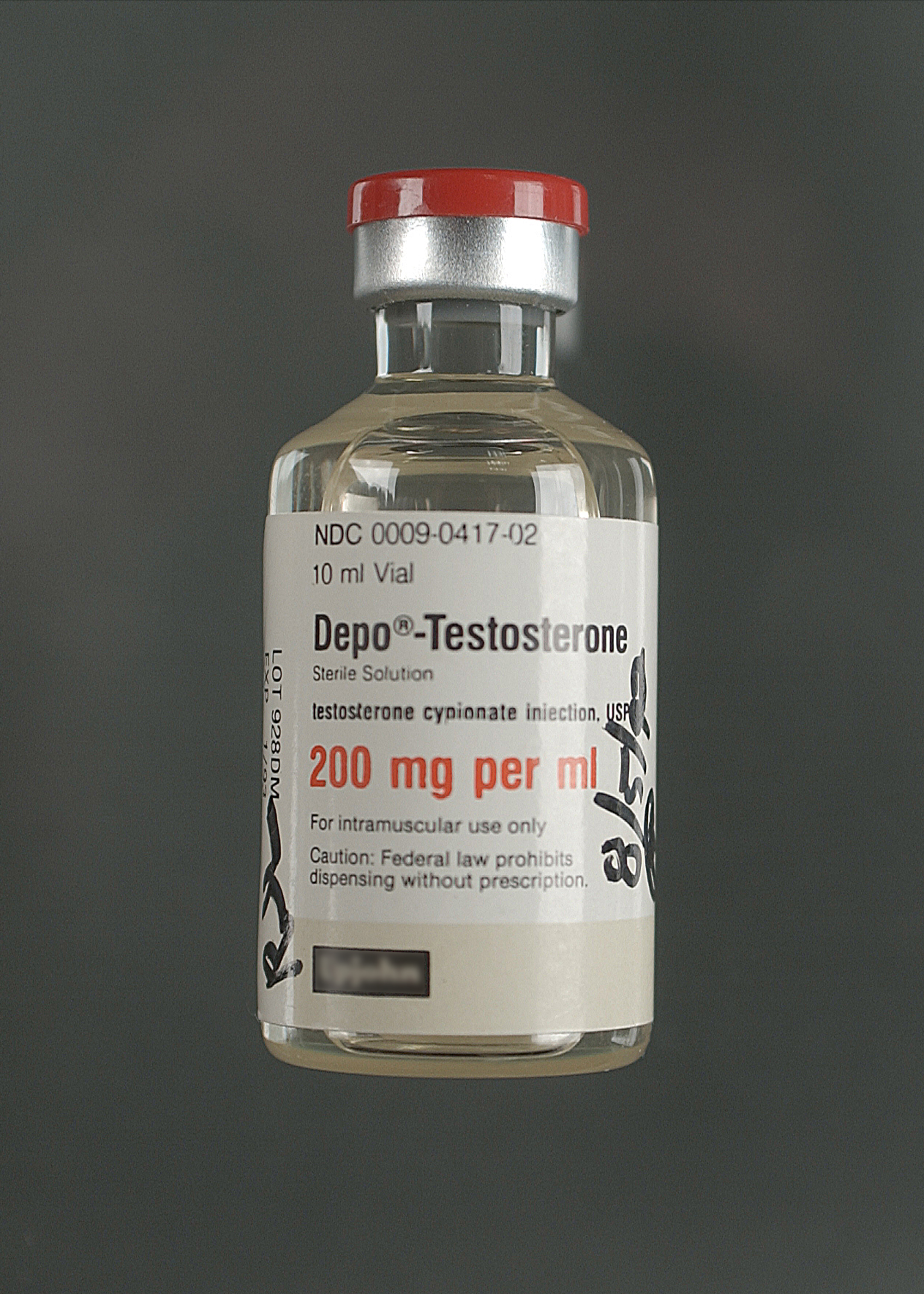

المواد المحسنة للأداء، والمعروفة أيضًا بالأدوية المحسنة للأداء (بي إيه دي)، هي المواد التي تُستخدم لتحسين أي شكل من أشكال أداء البشر للنشاطات. من الأمثلة المعروفة على ذلك استخدام المنشطات في الرياضة، إذ تُستخدم الأدوية المحسنة للأداء البدني المحظورة من قبل الرياضيين ولاعبي كمال الأجسام. يُشار أحيانًا إلى المواد المحسنة للأداء الرياضي على أنها مواد مساعدة على توليد الطاقة. تستخدم الأدوية المحفزة للأداء المعرفي، والتي يطلق عليها عادة منشطات الذهن، في بعض الأحيان من قبل الطلاب لتحسين أدائهم الدراسي. كما يستخدم أفراد الجيش أيضًا المواد المحسنة للأداء من أجل تعزيز أدائهم القتالي.
يمتد استخدام العقاقير المحسنة للأداء إلى الفئات مشروعة الاستخدام وتعاطي المخدرات.

## الأنواع
استُخدمت العبارة للإشارة إلى عدة فئات مختلفة من الأدوية:
- الأدوية الابتنائية التي تبني العضلات؛ ومن ضمن الأمثلة عليها: الستيرويدات الابتنائية والهرمونات،[6] وأبرزها هرمون النمو البشري، بالإضافة إلى بعض أدويتها الأولية، ومُعدِّلات مستقبلات الأندروجين الانتقائية، وناهضات مستقبلات بيتا 2.[7][8]
- تحسن المنبهات التركيز واليقظة. تحفز الجرعات (العلاجية) المنخفضة من المنشطات الدوبامينية (على سبيل المثال، مثبطات الاسترداد والعوامل المُطلقة)، الأداء المعرفي والرياضي أيضًا، كما تفعل منشطات الذهن والمواد المساعدة المولدة للطاقة على التوالي، من خلال تحسين قوة العضلات والتحمل وإنقاص وقت رد الفعل والشعور بالتعب؛ بعض الأمثلة على المنشطات الرياضية المحسنة للأداء هي الكافيين والإفيدرين وميثيل فينيدات والأمفيتامين.[9][10][11][12]
- تشمل المواد المساعدة على توليد الطاقة، أو المواد المحسنة للأداء الرياضي، عددًا من الأدوية ذات التأثيرات المختلفة على الأداء البدني. تزيد الأدوية مثل الأمفيتامين والميثيل فينيدات من إنتاج الطاقة عند مستويات ثابتة من الجهد المبذول وتؤخر ظهور الشعور بالتعب، من بين تأثيرات محسنات الأداء الرياضي الأخرى؛[9][10] يزيد البوبروبيون أيضًا من إنتاج الطاقة عند مستويات ثابتة من الجهد المبذول، ولكن فقط في حال الاستخدام قصير الأجل. الكرياتين، مكمل غذائي يستخدمه الرياضيون عادةً، ويزيد من القدرة على القيام بالتمارين عالية الشدة.[13]
- الجزيئات الحيوية البشرية: الكرياتين وحمض بيتا-هيدروكسي بيتا-ميثيل بيوتريك هي مركبات تتشكل بشكل طبيعي لدى البشر ولها تأثيرات معروفة على توليد الطاقة وتؤثر على تكوين الجسم عندما تُؤخذ كمكمل.[14]
- الأدابتوجينس، نباتات تدعم الصحة من خلال تأثيرات لا نوعية، وتبطل مفعول عوامل الضغط البيئية والمادية المختلفة بينما تكون آمنة نسبيًا وخالية من الآثار الجانبية. اعتبارًا من عام 2008، كان موقف وكالة الأدوية الأوروبية هو أن «مبدأ تأثير الأدابتوجين يحتاج إلى مزيد من التوضيح والدراسات على مستوى التجارب ما قبل السريرية والسريرية». وبناءً على ذلك، فإن المصطلح غير مقبول ضمن المصطلحات الدوائية والسريرية شائعة الاستخدام في الاتحاد الأوروبي.[15]
- منشطات الذهن، أو «محفزات الإدراك»، تفيد الإدراك العام من خلال تحسين الذاكرة (على سبيل المثال، زيادة سعة الذاكرة العاملة أو تحديثها) أو جوانب أخرى من التحكم المعرفي (مثل التحكم التثبيطي، والتحكم الانتباهي، ومدى الانتباه، إلخ).[16]
- تسمح مسكنات الألم بالعمل والألم فوق مستوى العتبة المعتادة. ترفع بعض مسكنات الألم ضغط الدم، ما يزيد من إمداد خلايا العضلات بالأكسجين. تتراوح مسكنات الألم التي يستخدمها الرياضيون من الأدوية الشائعة المتاحة دون وصفة طبية مثل مضادات الالتهاب اللا ستيرويدية (مثال الإيبوبروفين) إلى الأدوية الناركوتية القوية التي تحتاج لوصفة طبية.
- تستخدم المهدئات ومضادات القلق أحيانًا في الرياضات مثل النِبَالة التي تتطلب أيادي ثابتة وتصويبًا دقيقًا، وكذلك من أجل التغلب على العصبية المفرطة أو الانزعاج. من الأمثلة الشائعة الديازيبام والبروبرانولول. كما يستخدم الإيثانول والقنب الهندي في بعض الأحيان.
- تزيد منشطات الدم (العوامل المنشطة للدم) من قدرة الدم على حمل الأكسجين فوق القدرة الطبيعية لدى الفرد. وتُستخدم في رياضات التحمل مثل الجري لمسافات طويلة وركوب الدراجات والتزلج النوردي. الإريثروبويتين المؤتلف البشري (آر إتش إي بي أو) هو أحد أكثر الأدوية المعروفة على نطاق واسع من هذه الفئة.[14]
- المنشطات الجينية هي فئة حديثة الوصف نسبيًا من المواد المحسنة للأداء الرياضي. من غير المعروف إن كانت علاجات الأدوية هذه -التي تنطوي على توصيل الجينات بوساطة ناقل فيروسي- قيد الاستخدام أم لا منذ أبريل 2015.[14]